# Банківський ідентифікаційний код
Банківський ідентифікаційний код (БІК) — унікальний ідентифікатор банку, який використовується в платіжних документах (платіжне доручення, акредитив) на території Росії. Класифікатор БІК веде Центробанк РФ (Банк Росії).
Банківський ідентифікаційний код являє собою сукупність знаків, унікальну в рамках платіжної системи Банку Росії.